# Барбара Райт
Барбара Райт (англ. Barbara Wright) — вымышленный персонаж британского научно-фантастического британского телесериала «Доктора Кто». Она была одним из первых постоянных компаньонов Первого Доктора и появлялась в большинстве первых двух сезонов с 1963 по 1965 года, которую играла Жаклин Хилл. Барбара появилась в 16 рассказах (74 серии).

## Биография

### Путешествуя с Доктором
Все началось в 1963 году, одна из учениц,Сьюзен Форман, стала привлекать внимание Барбары и Иэна Честертона своими знаниями…

### Жизнь после Доктора
После путешествий с Доктором, у Барбары с Иэном родился сын, Джон Честертон, который стал известным музыкантом. Он нравился спутнице Седьмого Доктора, Эйс.

## Личность
Барбара была инстинктивной и её комбинация практицизма и интуиции сделали её идеальным посредником, не только в инопланетных мирах, но так же в ТАРДИС. Многие споры между Доктором и Иэном утихали, благодаря Барбаре. Её интуиция не подвела её, когда путешественники прибыли на Скаро. Она чувствовала дискомфорт и хотела вернуться в ТАРДИС. Когда Далеки поймали её, то она знала что её страх был оправдан. Строгие убеждения и восприимчивость правды сделали Барбару внушительным персонажем. Когда она во что-то верила, то она отстаивала своё мнение. Эта черта характера отчётливо видна. Её интерес в истории позволил ей увидеть хороших и злых в обществе ацтеков, и её вера в то, что они могут быть хорошей расой, позволили ей начать изменение истории. Барбара учла, что историю нельзя изменить, и была разочарована.

## Появления в «Докторе Кто»

### Эпизоды
| Номер | # | Эпизод             | Оригинальное название   | Сценарист       | Режиссёр                        | Дата выхода                      | Код |
| ----- | - | ------------------ | ----------------------- | --------------- | ------------------------------- | -------------------------------- | --- |
| 001   | 1 | Неземное дитя      | An Unearthly Child      | Энтони Кобёрн   | Уорис Хуссеин                   | 23 ноября — 14 декабря 1963      | A   |
| 002   | 2 | Далеки             | The Daleks              | Терри Нэйшн     | Ричард Мартин и Кристофер Бэрри | 21 декабря 1963 — 1 февраля 1964 | B   |
| 003   | 3 | Грань уничтожения  | The Edge of Destruction | Дэвид Уайтэйкер | Ричард Мартин и Фрэнк Кокс      | 8-15 февраля 1964                | C   |
| 004   | 4 | Марко Поло         | Marco Polo              | Джон Лукаротти  | Уорис Хуссеин                   | 22 февраля-4 апреля 1964         | D   |
| 005   | 5 | Ключи Маринуса     | The Keys of Marinus     | Терри Нэйшн     | Джон Горри                      | 11 апреля-16 мая 1964            | E   |
| 006   | 6 | Ацтеки             | The Aztecs              | Джон Лукаротти  | Джон Крокетт                    | 23 мая-13 июня 1964              | F   |
| 007   | 7 | Сенсориты          | The Sensorites          | Питер Р. Ньюмэн | Мервин Пинфилд и Фрэнк Кокс     | 20 июня-1 августа 1964           | G   |
| 008   | 8 | Господство террора | The Reign of Terror     | Деннис Спунер   | Генрих Хирч и Джон Горри        | 8 августа-12 сентября 1964       | H   |

| Номер | #  | Эпизод                     | Оригинальное название       | Сценарист       | Режиссёр                        | Дата выхода               | Код |
| ----- | -- | -------------------------- | --------------------------- | --------------- | ------------------------------- | ------------------------- | --- |
| 009   | 9  | Планета гигантов           | Planet of Giants            | Льюис Маркс     | Мерфин Пинфилд и Дуглас Кэмфилд | 31 октября-14 ноября 1964 | J   |
| 010   | 10 | Вторжение далеков на Землю | The Dalek Invasion of Earth | Терри Нэйшн     | Ричард Мартин                   | 21 ноября-26 декабря 1964 | K   |
| 011   | 11 | Спасение                   | The Rescue                  | Дэвид Уайтэйкер | Кристофер Бэрри                 | 2-9 января 1965           | L   |
| 012   | 12 | Римляне                    | The Romans                  | Деннис Спунер   | Кристофер Бэрри                 | 16 января-6 февраля 1965  | M   |
| 013   | 13 | Планета-сеть               | The Web Planet              | Билл Штраттон   | Ричард Мартин                   | 13 февраля-20 марта 1965  | N   |
| 014   | 14 | Крестовый поход            | The Crusade                 | Дэвид Уайтэйкер | Дуглас Кэмфилд                  | 27 марта-17 апреля 1965   | P   |
| 015   | 15 | Космический музей          | The Space Museum            | Глин Джонс      | Мервин Пинфилд                  | 24 апреля-15 мая 1965     | Q   |
| 016   | 16 | Погоня                     | The Chase                   | Терри Нэйшн     | Ричард Мартин и Дуглас Кэмфилд  | 22 мая-26 июня 1965       | R   |

### Фильмы
| Номер | # | Эпизод              | Оригинальное название  | Сценарист   | Режиссёр       | Дата выхода     | Код |
| ----- | - | ------------------- | ---------------------- | ----------- | -------------- | --------------- | --- |
|       |   | Доктор Кто и Далеки | Dr. Who and the Daleks | Терри Нэйшн | Гордон Флеминг | 23 августа 1965 |     |

### Аудио-драмы
| Название                     | Оригинальное название  | Автор          | Дата выхода  |
| ---------------------------- | ---------------------- | -------------- | ------------ |
| Здесь могут водиться монстры | Here There Be Monsters | Энди Лейн      | 31 июля 2008 |
| Прохождение Венеры           | Transit of Venus       | Джаклин Райнер | январь 2009  |

### Новеллы
| Название                 | Оригинальное название     | Автор           | Дата выхода  |
| ------------------------ | ------------------------- | --------------- | ------------ |
| Венерианская колыбельная | Venusian Lullaby          | Пол Леонард     | октябрь 1994 |
| Ученик чародея           | The Sorcerer’s Apprentice | Кристофер Булис | июнь 1995    |
| Заговорщики              | The Plotters              | Гэрет Робертс   | ноябрь 1996  |

| Название                   | Оригинальное название | Автор                     | Дата выхода    |
| -------------------------- | --------------------- | ------------------------- | -------------- |
| Лицо врага                 | The Face of the Enemy | Дэвид А. МакИнти          | 5 января 1998  |
| Охотники на ведьм          | The Witch Hunters     | Стив Лионс                | 2 марта 1998   |
| Город на краю света        | City at World’s End   | Кристофер Булис           | сентябрь 1999  |
| Византия!                  | Byzantium!            | Кейт Топпинг              | июль 2001      |
| Одиннадцатый тигр          | The Eleventh Tiger    | Дэвид А. МакИнти          | май 2004       |
| Путешественники во времени | The Time Travellers   | Саймон Гвирир             | ноябрь 2005    |
| Матрица                    | Matrix                | Майк Такер и Роберт Перри | 5 октября 1998 |

### Короткие рассказы
| Название                                               | Оригинальное название                                          | Автор                         | Опубликовано в                        |
| ------------------------------------------------------ | -------------------------------------------------------------- | ----------------------------- | ------------------------------------- |
| Обзор схватки                                          | Brief Encounter                                                | Дэвид Бишоп                   | Doctor Who Magazine #169              |
| Книга Теней                                            | The Book of Shadows                                            | Джим Мортимор                 | Decalog                               |
| Девятидневная королева                                 | The Nine-Day Queen                                             | Мэтт Джонс                    | Decalog 2: Lost Property              |
| Последние дни                                          | The Last Days                                                  | Ивэн Притчард                 | Short Trips                           |
| Визитка римлян                                         | Romans Cutaway                                                 | Дэвид А. МакИнти              | More Short Trips                      |
| В конце дороги нечего нет                              | Nothing at the End of the Lane                                 | Дэниел О’Махони               | Short Trips and Sidesteps             |
| Настоящие и неоспоримые факты в истории с черепом Рэма | The True and Indisputable Facts in the Case of the Ram’s Skull | Марк Мичаловски               | Short Trips: Zodiac                   |
| Разбившиеся врата                                      | The Splintered Gate                                            | Джастин Ричардс               | Short Trips: Companions               |
| Дистанция                                              | Distance                                                       | Тара Саммс                    | Short Trips: Companions               |
| Длинная ночь                                           | A Long Night                                                   | Элисон Лосон                  | Short Trips: Companions               |
| Грязь и глина                                          | Mire and Clay                                                  | Гэрет Уигмор                  | Short Trips: A Universe of Terrors    |
| Вор таверны                                            | The Thief of Sherwood                                          | Джонатан Моррис               | Short Trips: Past Tense               |
| Ноша белого человека                                   | White Man’s Burden                                             | Джон Биннс                    | Short Trips: Past Tense               |
| Каждый день                                            | Every Day                                                      | Стэфен Фьюэл                  | Short Trips: A Christmas Treasury     |
| Глупость князя                                         | The Duke’s Folly                                               | Гэрет Уигмор                  | Short Trips: Seven Deadly Sins        |
| Кидать камень                                          | Set in Stone                                                   | Чарльз Оштерлони и Джон Айлис | Short Trips: The History of Christmas |
| Руины времени                                          | The Ruins of Time                                              | Филип Пёрсер-Халлард          | Short Trips: Time Signature           |
| Скажи мне, что любишь меня                             | Tell Me You Love Me                                            | Скотт Мэттьюмэн               | Short Trips: The Ghosts of Christmas  |

### Комиксы
| Название      | Оригинальное название  | Автор                     | Опубликовано в           |
| ------------- | ---------------------- | ------------------------- | ------------------------ |
| Духовный опыт | A Religious Experience | Уорвис Грэй и Колин Эндрю | Doctor Who Yearbook 1994 |